# Bordj Bou Arreridj
Bordj Bou Arreridj (arabisk: برج بوعريريج; berbisk: ⴱⵓⵔⴵ ⴱⵓ ⵄⵔⵉⵔⵉⴵ) er en by i den nordlige del af Algeriet med 168.346 (2008) indbyggere.
Byen hovedby i provinsen med samme navn.

## Eksterne links
- Wikimedia Commons har flere filer relateret til Bordj Bou Arreridj